# Leosin
Leosin – wieś w Polsce położona w województwie łódzkim, w powiecie łódzkim wschodnim, w gminie Koluszki.
Istniała już w 1827 r., kiedy w 14 domach mieszkało w niej 105 osób.
Teren turystyczny położony wzdłuż lasu przy paśmie spalskim. Przez wieś dojeżdża się do Traktu Królewskiego łączącego Stary Redzeń (leśniczówka) z Świnami (kościół)
W latach 1975–1998 miejscowość należała administracyjnie do województwa piotrkowskiego.